# قارچ مرجانی
قارچ مرجانی (نام علمی: Clavaria) نام یک سرده از تیره قارچ‌های مرجانی است.